# اسماء مرابط
اسماء مرابط (زاده ۱۹۶۱) پزشک و محقق در مسائل اسلام و زنان و نویسنده مراکشی؛ پژوهشگر بررسی مسائل بحث‌برانگیزی مانند: ازدواج میان ادیان، میراث و اصلاحات مذهبی در چهارچوب فکری مسلمانان است. از مهترین آراء او رد نابرابری مسئله ارث فقه اسلامی است. در حال حاضر این پژوهشگر یکی از پیشگامان برجسته اسلام اصلاح طلب و فمینیستى جدید و با امید واقعی به رهایی زنان در کشورهای اسلامی و کشور مراکش فعاليت می‌کند.

## زندگی و پیشه آکادمیک
اسماء مرابط، متولد ۱۹۶۱ شهر رباط، پزشک و محقق در مسائل اسلام و زنان و نویسنده مراکشی است. این پژوهشگر از سال ۱۹۹۵ به مدت هشت سال به عنوان یک پزشک داوطلب در اسپانیا و آمریکای لاتین، عمدتاً در شیلی و مکزیک، کار کرد. در آنجا الهیات رهایی کاتولیک را کشف کرد، و این امر او را به بررسی این مسئله در اسلام سوق داد. او مدتی نیز رئیس مرکز مطالعات و تحقیقات مسائل زنان در اسلام وابسته به علمای محمدیه مراکش بود، در این مرکز بیشتر به بازخوانی قرائت فمینیستی از اسلام اهتمام ورزید و از نظریه برابری میان مرد و زن دفاع نمود، و این نظریه همراه با پافشاری او در برابر اصولگرایان مخالف غالب در مرکز مطالعات منجر شد که استعفا نماید. کنفرانس‌های بین‌المللی شرکت زیادی داشته، و از سال ۲۰۰۸ تا ۲۰۱۰ به ریاست «گروه بین المللی تأمل در مسائل زنان در اسلام» منصوب شد.

### آثار عملی و آکادمیک
- «عائشة أو الإسلام المؤنث»، ۲۰۰۴؛
- «القرآن والنساء: قراءة للتحرر»، ۲۰۰۷؛
- «لإسلام والمرأة: الطريق الثالث»، ۲۰۱۴؛
- «الإسلام والنساء: الأسئلة المزعجة»، ۲۰۱۷.